# Montenegro (apellido)
Montenegro es un apellido muy antiguo. Procede de Pontevedra.
Armas: en campo de plata, un M de sable. Los de Asturias traen: en campo de sinople, una M de Plata, surmontada de una corona real de oro. Los de Portugal e Italia traen: en campo de plata, un monte en sable con tres picos. Otros traen: en campo de oro, un roble de sinople, y a su pie, dos lobos de gules, pasantes, bordura de gules, con ocho aspas de oro.

## Los Montenegro enGalicia
En España hay hoy unas 8.010 personas que comparten el apellido Montenegro, que es el 598° apellido más común.
En la provincia de Lugo tuvieron amplios dominios, siendo la villa de Villalba, conocida antes del siglo XIII como Santa María de Montenegro y más tarde como Villalba de Montenegro, su solar principal. Se dice también que el coto de Villarente pertenecía en el año 1128 a don Rodrigo Velaz, Conde de Montenegro[cita requerida].

### Los Pardo Montenegro
En el siglo XIX vivía en Mondoñedo José María Pardo Montenegro, natural de la villa de Ribadeo, ministro togado, cesante, de la Audiencia territorial de La Coruña, dueño y señor del Solar de los Montenegro. Estuvo casado con Isabel María del Carmen Montenegro de Yebra, natural de San Pedro de Begonte.
Tuvieron varios hijos, entre los que cabe contar Ramón Pardo Montenegro, y su hermana, llamada Julia Cayetana Ramona Manuela María Dolores Pardo Montenegro, que nació el 7 de agosto de 1842 en la parroquia de San Jorge de Rioaveso (Villalba).

### Los Feijoo Montenegro, la casa de Casdemiro
La casa estaba asentada en Casdemiro, aldea en la parroquia de Santa María de Melias, en el obispado de Orense, hoy provincia de ese mismo nombre. Antonio Feijoo Montenegro y Sanjurjo y María de Puga Sandoval Novoa y Feijoo fueron los padres de Benito Jerónimo Feijoo nacido en 1676, polígrafo gallego máximo representante de la Ilustración en España. Al entrar en la Orden Benedictina, el padre Feijoo debió renunciar a sus derechos como primogénito al mayorazgo de su casa.

### El Marquesado de Leis
José María Montenegro y Gago-Puga fue nombrado Marqués de Leis en 1 de junio de 1844.

### José María Montenegro Soto
José María Montenegro Soto (Mondoñedo, 1868 - Lugo, 7 de julio de 1934) fue un abogado, político y propietario agrario gallego. Su familia era propietaria de tierras en Abadín y estudia con los Jesuitas. Fue miembro de la Real Academia de la Historia. En las elecciones generales de 1933 fue elegido diputado por la provincia de Lugo, por Renovación Española. Fue patrono de la fundación benéfica docente denominada “Institución de la Sagrada Familia, Fundación Pardo Montenegro”, creada por Julia Pardo Montenegro, en Mondoñedo.
Su residencia en Lugo estaba situada enfrente de la fachada principal de la Catedral y pegada a la rampa que da acceso a la Muralla. Actualmente este edificio alberga el Vicerectorado de la Universidad de Santiago y en el terreno adjunto han aparecido importantes restos arqueológicos de época romana. 

## Los Montenegro en Canarias
Se establecieron en Tenerife, primero en Vilaflor y posteriormente en la Villa de La Orotava, constituyeron los Montenegro una casa muy considerada. Fueron patronos de la capilla de san Juan Nepomuceno en la iglesia del convento de san Nicolás de monjas de Santa Catalina, de la de Ánimas en el convento dominico de San Benito, donde tenían su enterramiento distinguido y obtuvieron los honores y prerrogativas del patronato de la ermita de Nuestra Señora de Montenegro en El Ancón, las tres fundaciones instituidas por Joseph de Montenegro y Díaz de Lugo.
Sus últimos representantes fueron María y Norberta Ruiz de Mora y Montenegro. De ellas sólo sabemos que, el 6 de abril de 1852 cuando dividieron en dos y enajenaron El Ancón, María vivía casada en Santa Cruz de Tenerife y Norberta, que permanecía soltera en 1855 residía en La Laguna con su padre.

## Los Montenegro en América
Juan Gil de Montenegro, nace en Villanueva de Alcorón, España, por 1493. llegó a América por 1516, participó en la Conquista de Panamá, más tarde en la del Perú junto a Francisco Pizarro, fue nombrado 2 veces Alcalde de la ciudad de Lima, Perú, 1536 y 1556, nombrado encomendero en el Perú. Consta que tuvo dos hijos, Juan de Montenegro y
Hernando de Montenegro, radicado en Lima, Perú, casado con Ana Bravo de Paredes.
Juan de Montenegro, nace en Ávila de Ontiveros, España, 1528, muere en Chile, contrajo matrimonio con Ana Bravo.
Llegó a Chile en 1543, fue uno de los fundadores de las ciudades de Valdivia y La Imperial, encomendero en 1562 y alcalde de la ciudad de Valdivia, en 1573, estuvo en la isla de Chiloé en 1567. Francisco de Villagra, Gobernador de Chile se refiere a él como: «Hidalgo, e como tal habeis tratado vuestra persona con honra e autoridad».
De su matrimonio tuvo seis hijos:
- Juan de Montenegro
- Agustina de Montenegro, casada con Juan Ramírez Portocarrero
- Mariana de Montenegro, fue cautiva de los Araucanos, luego de la destrucción de la ciudad de Valdivia, contrajo matrimonio con Andrés Pérez
- Lucía de Montenegro
- Hernando Ascencio de Montenegro, sacerdote, se radicó en Charcas.
- Martín de Montenegro, sacerdote, canónigo de la Catedral de la ciudad de Santiago